# Živnost paní Warrenové
Živnost paní Warrenové (1893, Mrs. Warren's Proffesion) je satirická divadelní hra anglického dramatika irského původu Georga Bernarda Shawa, nositele Nobelovy ceny za literaturu za rok 1925. Hra vyšla tiskem roku 1898 ve sbírce Hry utěšené a neutěšené (Play Pleasant and Unpleasant), ale její provozování bylo ve Velké Británii zakázáno do roku 1925, protože pojednává dosti otevřeně o kuplířství. Soukromé představení se uskutečnilo v Londýně roku 1902, následovaly inscenace v New Yorku a New Havenu roku 1905 a v Praze a v Berlíně roku 1907. Ještě roku 1955 bylo dílo shledáno nevhodným pro uvedení v pařížském divadle Comédie-Française. Třetí a poslední z tzv. Neutěšených her má podobný námět jako autorova dramatická prvotina Domy pana Sartoria, tj. odhalení zdrojů bohatství a postižení konkrétní souvislosti moci peněz a sexu.

## Děj
Paní Warrenová měla v mládí dvě možnosti, buď si zničit zdraví jako špatně placená dělnice, nebo využít své fyzické přitažlivosti k větším ziskům. Nakonec se stala majitelkou luxusních veřejných domů po celé Evropě a zaměstnavatelkou děvčat, která vyšla z podobných chudých poměrů jako ona sama. Její živnost získala přízeň a finanční podporu dokonce i u vznešených klientů. Zdroje jejího vlivu a bohatství odhalí její dcera Vivie poté, co ukončí studium na Cambridgeské univerzitě. Dokáže sice pochopit matčino jednání, ale již ne její neochotu změnit svůj způsob života. Proto nakonec Vivie zpřetrhá pouta ke své matce i ke svému nápadníkovi a rozhodne se živit vlastní prací.